# Éric Roussel
Pour les articles homonymes, voir Roussel.
Éric Roussel, né le 30 mars 1951 à Versailles (Yvelines), est un journaliste, politologue, historien et académicien français.
Il a notamment publié des ouvrages remarqués sur plusieurs des grandes personnalités françaises du XXe siècle.

## Biographie
Docteur en droit public, spécialisé dans l’histoire politique, il a été critique littéraire au quotidien Le Monde de 1979 à 1984. Depuis cette date, il collabore au Figaro littéraire. Il a publié en 1984 une biographie de Georges Pompidou. En 1995, il écrit une biographie consacrée à Jean Monnet qui reçoit le prix de l'Essai de l'Académie française, le prix Guizot et le prix européen de l'histoire. En 1996, il devient membre titulaire de l'Académie des sciences morales, des lettres et des arts de Versailles et d'Île-de-France .
En 2002, il publie une biographie sur Charles de Gaulle qui reçoit le prix du Mémorial ainsi que le Grand prix littéraire d'Ajaccio. Cet ouvrage, fondé sur de nombreuses archives inédites, notamment étrangères, est toujours considéré, par de nombreux chercheurs, comme la biographie de référence sur le fondateur de la Ve République. Pour l'anecdote, à la fin de sa vie, Françoise Giroud, qui devait garder le lit, se plaignait du format imposant de l'ouvrage qu'elle avait « fait carrément découper en trois » pour pouvoir le lire, tout en saluant ce « travail énorme, et passionnant, bourré de documents inédits révélateurs d'un homme insoupçonné ». Dans une autre biographie, Julian T. Jackson considère cependant, sans étayer scientifiquement son propos, que celle d'Eric Roussel est « insidieusement hostile ». L'ouvrage a été revu et augmenté dans une édition de poche chez Tempus en 2020. Le jury Renaudot lui a décerné le Prix Renaudot Poche 2020.
Il a publié au début de 2007 une biographie de Pierre Mendès France, pour laquelle il a eu notamment recours aux archives que Pierre Mendès France lui-même croyait perdues, et découvertes à Louviers en 1989 par le responsable des archives municipales de l'époque, Christophe Lombard. Cet ouvrage a reçu le prix de la biographie historique de l'Académie française et le prix Jean Zay.
Éric Roussel a été président de l'Institut Pierre-Mendès-France (Paris), de mars 2007 à juin 2012, et est membre du comité de rédaction de la Revue des Deux Mondes. Depuis 2007, il est membre de la commission Histoire et sciences de l'homme et du Centre national du livre.
Il a publié en 2011 la biographie de Pierre Brossolette, en apportant un témoignage de Roger Lebon sur ses dernières heures de vie et les circonstances de son décès, ainsi que de nouveaux articles de Brossolette, mettant notamment en exergue sa critique du marxisme.
En 2016, il publie une biographie sur Nicolas Sarkozy et en 2018 une biographie de Valéry Giscard d'Estaing.
Éric Roussel est également l'auteur d'édition, de présentation et de préfaces (Maurice Barrès, Bertrand de Jouvenel, Roland de Margerie, Claude Mauriac, Benoist-Méchin, Gaston Palewski, Pierre Mendès France et Georges Pompidou).
L'ensemble de son œuvre a été couronné en 2007 du prix Charles-Aubert d'Histoire par l’Académie des sciences morales et politiques.
En 2012, il est fait chevalier de la Légion d'honneur.
Le 10 décembre 2018, il est élu à l'Académie des sciences morales et politiques,.

## Publications
- Le Cas Le Pen – Les nouvelles droites en France, Paris, Jean-Claude Lattès, 1985
- Mitterrand ou la constance du funambule, Paris, Jean-Claude Lattès, 1991 (broché 1998) (ISBN 978-2709610193)
- Jean Monnet, Paris, Fayard, 1995 (grand prix de l'essai de l'Académie française, prix Guizot et prix européen de l'histoire)
- Georges Pompidou, Paris, Jean-Claude Lattès, 1984[10] ; rééd. revue, corrigée et augmentée avec les archives présidentielles, 1994 ; rééd. Paris, Perrin, coll. « Tempus », 2004
- Pierre Mendès France, Paris, Gallimard, 2007 (grand prix de la biographie de l’Académie française, prix Jean-Zay 2007)
- Le naufrage : 16 juin 1940, Paris, Gallimard, coll. « Les journées qui ont fait la France », 2009, 263 p. (ISBN 978-2-07-073494-8, présentation en ligne)
- Pierre Brossolette, Paris, Fayard / Perrin, 2011 (ISBN 978-2818503799) (prix Maurice Baumont)
- François Mitterrand, de l'intime au politique, Paris, Robert Laffont, 2015 (ISBN 978-2221138502) - Prix Montaigne 2016
- Nicolas Sarkozy, de près, de loin, Paris, Robert Laffont, 2016
- Valéry Giscard d'Estaing, Paris, L'Observatoire, 2018
- Charles de Gaulle, Paris, Perrin/Tempus, 2020 (prix Renaudot poche 2020)
- Le monde politique d'avant : Carnets d'un biographe, L'Observatoire, 2022 (ISBN 979-1-0329-0516-6)
- Jusqu'au bout de la nuit:Les vies de Jacques  Benoist-Méchin 1901-1983, Paris, Perrin, 2025 (ISBN 978-2-262-09976-3)

### Éditions et préfaces
- Préface à Jacques Benoist-Méchin, Histoire de l'armée allemande, Paris, Robert Laffont, coll. « Bouquins », deux vol., 1984
- Édition et présentation de Gaston Palewski, Mémoires d'action, Paris, Plon, 1988
- Édition et présentation de Jacques Benoist-Méchin, À l'épreuve du temps, Paris, Julliard, trois vol., 1989-1993
- Édition et présentation de Bertrand de Jouvenel, Itinéraire 1928-1976, Paris, Plon, 1993
- Préface de Maurice Barrès, Romans et voyages, Paris, Robert Laffont, coll. « Bouquins », 1994
- Préface de Journal, 1939-1940, Roland de Margerie, Paris, Grasset, 2010
- Préface de Raymond Tournoux, La Tragédie du général, Paris, Perrin, 672 p., 2024  (ISBN 978-2262104108)

## Archives
En vue de la rédaction de la biographie de Jean Monnet, Éric Roussel a réuni des copies de documents provenant de différentes archives américaines et des archives du Ministère des affaires étrangères français. L'ensemble des documents est conservé à la Fondation Jean Monnet pour l'Europe.
Fonds Eric Roussel (1934-1975) [papier ; 1.05 mètres linéaires d'archives].  Cote : CH-002032-0 AER. Lausanne : Fondation Jean-Monnet pour l'Europe (présentation en ligne).